# Liste der Kulturgüter in Bürchen
Die Liste der Kulturgüter in Bürchen enthält alle Objekte in der Gemeinde Bürchen im Kanton Wallis, die gemäss der Haager Konvention zum Schutz von Kulturgut bei bewaffneten Konflikten, dem Bundesgesetz vom 20. Juni 2014 über den Schutz der Kulturgüter bei bewaffneten Konflikten sowie der Verordnung vom 29. Oktober 2014 über den Schutz der Kulturgüter bei bewaffneten Konflikten unter Schutz stehen.
Objekte der Kategorie A sind im Gemeindegebiet nicht ausgewiesen, Objekte der Kategorie B sind vollständig in der Liste enthalten, Objekte der Kategorie C fehlen zurzeit (Stand: 1. Januar 2023).

## Kulturgüter
| Foto | | Objekt                                                                          | Kat. | Typ | Standort                          | Beschreibung |
| ---- | --- | ------------------------------------------------------------------------------- | ---- | --- | --------------------------------- | ------------ |
| ja   | Datei hochladen · Wikidata zu Eisenzeitliche Höhensiedlung (Q29891965)                                     | Hochastler, eisenzeitliche Höhensiedlung KGS-Nr.: 06673                         | B    | F   | 628739 / 126679                   |              |
| ja   | Datei hochladen · Wikidata zu Kapelle St. Josef (Q29891968)                                                | Kapelle St. Josef KGS-Nr.: 06675                                                | B    | G   | Maurackergasse 12 628893 / 125849 |              |
| BW   | Datei hochladen · Wikidata zu Wallfahrtskapelle der Schmerzhaften Muttergottes mit Kapellenweg (Q29891970) | Wallfahrtskapelle der Schmerzhaften Muttergottes mit Kapellenweg KGS-Nr.: 06676 | B    | G   | Wandflüeweg 18 627989 / 127712    |              |